# Innsmouth
Innsmouth ist eine fiktive Stadt in den Erzählungen von H. P. Lovecraft und seinem  Cthulhu-Mythos. Die Stadt ist Teil eines von ihm erfundenen Landstrichs, der auch als Lovecraft Country bezeichnet wird.
Die ausführlichste Beschreibung der Stadt und ihrer Geschichte findet sich in seiner 1931 entstandenen Erzählung Schatten über Innsmouth (The Shadow Over Innsmouth), die 1936 zum ersten Mal veröffentlicht wurde.

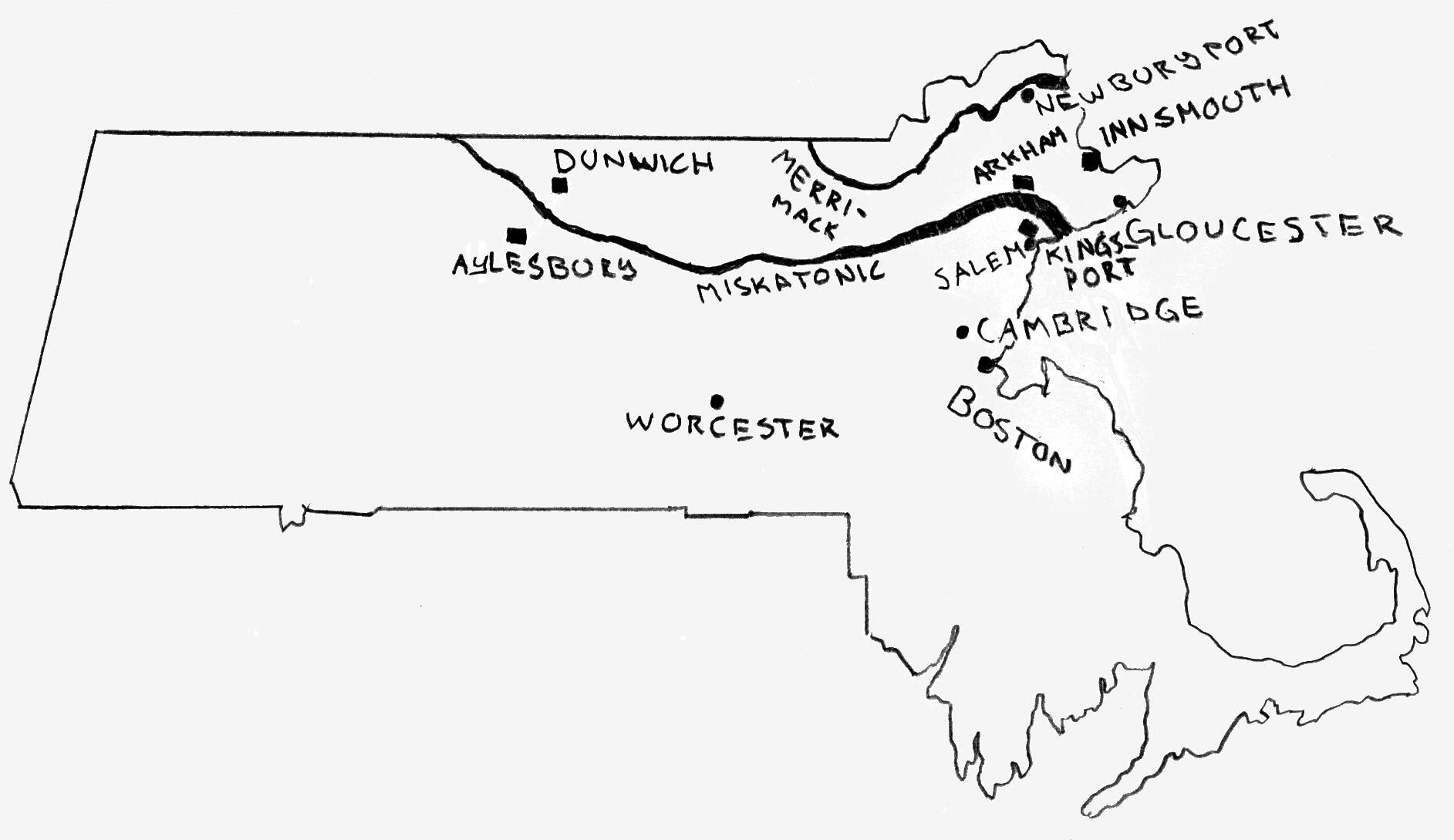
Lovecraft Country inkl. Innsmouth

## Lage der Stadt
Lovecraft siedelt Innsmouth an der Küste von Essex County in Massachusetts, etwas südlich der Halbinsel Plum, jedoch nördlich von Cape Ann, in der unmittelbaren Nachbarschaft von Rowley und Ipswich an. Damit dürfte das von Lovecraft erfundene Innsmouth in der Umgebung von Essex Bay angesiedelt sein. Einige Meilen vor der Küste soll das von den Fischern der Gegend gefürchtete Teufelsriff liegen, das nur bei Niedrigwasser, insbesondere bei Neu- oder Vollmond, aus dem Wasser ragen soll.
Südlich von Innsmouth liegen weitere fiktive Orte, u. a. Kingsport und die Universitätsstadt Arkham am unteren Lauf des Miskatonic.

## Geschichte
Innsmouth soll 1643 an der Mündung des Manuxet gegründet worden sein und bis zur Revolution als wichtige Hafenstadt für den Schiffbau gegolten haben. Nach dem Krieg von 1812 soll dann der Niedergang der Stadt begonnen haben. Von 1828 bis 1838 sollen nur noch die Schiffe von Kapitän Obed Marsh erfolgreich im Südseehandel tätig gewesen sein. Anfang der 1840er Jahre soll Obed Marsh den Niedergang aufgehalten haben, indem er massiv den Fischfang von Kabeljau und anderen Meeresfrüchten gefördert haben soll sowie den Bau der Eisenbahnnebenstrecke nach Rowley durchgesetzt haben soll, womit die Stadt indirekt an die B&M-Eisenbahnlinie angeschlossen worden sein soll. Durch höhere Fischfangquoten und die besseren Vertriebsmöglichkeiten soll die Stadt vorübergehend sogar mit dem ebenfalls fiktiven Nachbarort Kingsport konkurriert haben. Als jedoch 1846 eine Epidemie viele Einwohner hinweggerafft haben soll, soll der rapide Verfall der Stadt eingesetzt haben. Seitdem soll ein Großteil der Bevölkerung an einer bisher ungeklärten, offenbar genetisch bedingten Alterskrankheit, bei der die Gesichter der Erkrankten seltsame „fischartige“ Züge annehmen, erkrankt sein, was auch als Innsmouth-Look bezeichnet werde.
Bis auf lokalen Fischfang und im sehr geringen Maß auch die Goldgewinnung soll die Stadt keinerlei regionale Bedeutung mehr haben. Im Winter 1927/28 soll eine Lokalzeitung Schlagzeilen gemacht haben, in denen von einer Unterseeaktion der Marine am Teufelsriff, direkt an der Küste vor Innsmouth, berichtet worden sein soll. Außerdem sollen im gleichen Zeitraum einige Hafenanlagen der Stadt gesprengt worden sein.

## Schauplatz in folgenden Erzählungen
Der Name Innsmouth wurde erstmals in Lovecrafts Kurzgeschichte Celephais (1920) als ein Ort in England erwähnt. In weiteren seiner Erzählungen werden der Ort, seine Geschichte und seine Einwohner ausführlicher entwickelt:
- Schatten über Innsmouth (The Shadow Over Innsmouth) (entstanden 1931, veröffentlicht 1936)
- Das Ding auf der Schwelle (The Thing on the Doorstep) (entstanden 1933, veröffentlicht 1937)

### Andere Autoren
Lovecrafts Innsmouth wird in Erzählungen von anderen Autoren erneut aufgegriffen und um weitere Details erweitert:
- Basil Copper: Das Geheimnis von Innsmouth
- Wolfgang Hohlbein: Der Seelenfresser

- August Derleth: Der Fischer von Falcon Point
- August Derleth: Innsmouth-Ton
- August Derleth: Jenseits der Schwelle

- Neil Gaiman: Shoggoth's Old Peculiar
- Neil Gaiman: Nur mal wieder das Ende der Welt
- Murakami Ryū: Daijōbu, mai furendo

## Andere Medien

### Computerspiele
- Call of Cthulhu: Dark Corners of the Earth: Der Spieler schlüpft dabei in die Rolle des Privatdetektivs Jack Walters, der bei seiner Suche nach einer verschwundenen Person nach Innsmouth gelangt.
- Shadow of the Comet: Der Spieler schlüpft hier in die Rolle des Journalisten John Parker, der in die Hafenstadt "Illsmouth" geschickt wird, um herauszufinden, warum Lord Boleskine beim Anblick des Halley´schen Kometen dem Wahnsinn verfallen ist. Die weitere Geschichte des Abenteuer-Spiels orientiert sich an diversen Werken Lovecrafts.
- Second Life: In der 3D-Online-Community Second Life heißt eine "Sim" (Region) Innsmouth. Dieser 3D-Nachbau der Stadt bietet eine Umgebung für Rollenspiel.

### Verfilmung
- Dagon: Eine Adaption der Kurzgeschichte "Schatten über Innsmouth", in dem die Handlung in die moderne Zeit verlegt wird.